# Faille du Simplon
La faille du Simplon est une faille normale majeure qui limite les Alpes centrales des Alpes occidentales. Elle est orientée NW-SE, présente un faible pendage, et accommode un décalage vertical de 15 km entre les nappes penniques du sud Valais (peu métamorphiques) et le dôme Lépontin (métamorphisme de haut grade), au cours du Miocène,.
Cette faille fait partie de la « ligne Rhône Simplon », qui accommode des décrochements dextres le long de la vallée du Rhône, en Valais, et qui se poursuit dans le synclinal de Chamonix, entre les massifs du Mont-Blanc et des Aiguilles-Rouges.